# الحوسبة السحابية في السعودية
الحوسبة السحابية في السعودية تعد ممكنًا رئيسًا للتحول الرقمي، والذي يعد واحداً من أهداف رؤية السعودية 2030. والتي تهدف إلى بناء اقتصاد رقمي قوي وتمكين رأس المال الجريء في استثمارات مبتكرة تقدم أفضل الحلول وفق أعلى الممارسات العالمية. وذلك باعتماد الحلول والتقنيات الخاصة بها للارتقاء بمستوى الأداء والإنتاجية والمرونة وتحسين جودة هذه الخدمات بالمملكة، إلى جانب الإسهام في جعل المملكة منطقة محورية، ومركزا لتبادل البيانات، ونشر الوعي التقني وتقديم التدريب للأجيال الناشئة وتعزيز ثقافة الابتكار وخاصة ضمن فئات الشركات الناشئة ورواد الأعمال. إضافةً إلى إسهام خدمات الحوسبة السحابية في تمكين الاقتصاد المعرفي والمجتمع المعلوماتي، وتحفيز الأفراد والقطاع العام والخاص نحو التحول الرقمي. وأن تصل إسهامات الحوسبة السحابية في الناتج المحلي بحلول 2030 إلى 10 مليارات ريال، وخلق أكثر من 3700 فرصة وظيفية نوعية.

## مقدمة
يشير مصطلح «الحوسبة السحابية» (Cloud computing) إلى المصادر والأنظمة الحاسوبية المتوافرة تحت الطلب عبر الشبكة والتي تستطيع توفير عدد من الخدمات الحاسوبية المتكاملة دون التقيد بالموارد المحلية بهدف التيسير على المستخدم، وتشمل تلك الموارد مساحة لتخزين البيانات والنسخ الاحتياطي والمزامنة الذاتية، كما تشمل قدرات معالجة برمجية وجدولة للمهام ودفع البريد الإلكتروني والطباعة عن بعد، ويستطيع المستخدم عند اتصاله بالشبكة التحكم في هذه الموارد عن طريق واجهة برمجية سهلة تُـسَـهل وتتجاهل الكثير من التفاصيل والعمليات الداخلية.

## الخلفية
تسعى رؤية المملكة 2030 إلى تنويع مصادر الدخل وتحفيز الاستثمار والتسويق للفرص الاستثمارية في المملكة سعيا لاقتصاد مزدهر، ويعمل برنامج التحول الوطني بصفته أحد البرامج التنفيذية للرؤية على تنمية الاقتصاد الرقمي بقيادة وزارة الاتصالات وتقنية المعلومات وبالعمل مع منظومة متكاملة تشمل القطاعين العام والخاص، ونجحت مبادرات البرنامج في تقدم المملكة في مجال الاتصالات وتقنية المعلومات، حيث أصبحت البنية التحتية للاتصالات في المملكة من أفضل البنى التحتية على مستوى العالم، مما جعلها محط أنظار الاستثمارات العالمية الرقمية من أكبر الشركات المحلية والإقليمية والعالمية، مثل قوقل وعلي بابا وأوراكل.
مع التوجه العالمي الكبير إلى الخدمات السحابية والاستثمار في هذا المجال أصبح التخصص في مجالات الخدمات السحابية أحد أهم التخصصات الحالية في مجال علوم الحاسب الآلي وتقنية المعلومات. وبحسب تقدير شركة قارتنر الاستشارية يأتي مجال الخدمات السحابية كأحد التوجهات الاستراتيجية على مستوى العالم في العام 2021.
إن نضوج التحول الرقمي في السعودية في الفترة الاخيرة ومسارعة الكثير من الجهات إلى اعتماد وتقديم الخدمات السحابية. مثل مبادرة السحابة أولا من وزارة الاتصالات السعودية لتحفيز الجهات الحكومية للتوجه إلى الخدمات السحابية وتقديم هيئة البيانات والذكاء الاصطناعي الدعم الكامل للجهات الحكومية للانتقال السلس إلى الشبكة السحابية الحكومية (ديم).

## العمل خلال كورونا
مع تزايد الاعتماد على خدمات الإنترنت خلال جائحة فيروس كورونا المستجد، تضاعفت وتيرة التحول نحو الحلول الرقمية، ومن المتوقع أن يتزايد الطلب على خدمات تقنية المعلومات والخدمات السحابية في المملكة وتوفير حلول قوية وموثوقة وذات جودة عالية.

## السياسات والتشريعات
أصدرت هيئة الاتصالات وتقنية المعلومات الإطار التنظيمي لـ «الحوسبة السحابية»  في المملكة، وذلك بعد دراسة وتقييم التجارب الدولية، حيث تضمن الإطار الالتزامات والحقوق لكل من مقدمي خدمات الحوسبة السحابية والمستخدمين الأفراد والقطاع الحكومي والخاص.
دخل الإطار التنظيمي لـ  «الحوسبة السحابية» النسخة (3) حيز التنفيذ من تاريخ 1442/4/18هـ الموافق 2020/12/3م.

### المواد التنظيمية
مجموعة المواد التنظيمية ذات العلاقة بالحوسبة السحابية:
- الإطار التنظيمي للحوسبة السحابية
- دليل مقدمي خدمات الحوسبة السحابية
- اعتماد سياسة «الحوسبة السحابية أولا» (Cloud First Policy) وذلك لتسريع اعتماد وتبني خدمات الحوسبة السحابية من خلال تحفيز الجهات الحكومية المغطاة بنطاق السياسة بشأن النظر في خيارات الحوسبة السحابية أولا عند اتخاذ قرارات استثمار جديدة متعلقة بتقنية المعلومات.

### دليل خدمات الحوسبة السحابية
دليل خدمات الحوسبة السحابية لكل من: المشتركين الأفراد، وقطاع الأعمال (الشركات والمؤسسات الخاصة)، والجهات الحكومية، إضافة إلى دليل خاص لمقدمي خدمات الحوسبة السحابية تضمنت تلك الأدلة جميع التنظيمات والالتزامات والحقوق لكل مقدمي خدمات الحوسبة السحابية والمستخدمين.

## السوق السعودي
من المتوقع أن تصل الفرص السوقية للخدمات السحابية في المملكة العربية السعودية إلى نحو 10 مليارات دولار بحلول عام 2030.

## مراكز خدمات الحوسبة السحابية
مع بداية الإعلان عن رؤية السعودية 2030 ومع تحسن بيئة الاستثمار وبداية استقطاب الاستثمارات للسوق السعودي بدأت شركات الخدمات السحابية بالتحرك ووضع السوق السعودي تحت المجهر كأحد الأسواق الاستراتيجية للتوسع في مجال الخدمات الرقمية. ونظرا لحجم السوق السعودي في هذا المجال وما يمثله التحول الرقمي كأحد الركائز الرئيسية في رؤية المملكة 2030 بدأت كبرى الشركات العالمية في الدخول الفعلي واستثمار الوضع الحالي لبناء مراكز بيانات على أعلى المستويات لتقديم الخدمات في السوق السعودي وأيضا للتوسع في منطقة الخليج بشكل كامل.
شركة أوراكل كانت السباقة في افتتاح مركز بيانات لتقديم الخدمات السحابية في جده وتبعها اعلان قوقل بالشراكة مع شركة أرامكو للتطوير عن قرب افتتاح مراكز بيانات جديدة في السعودية

### أوراكل السعودية
دشنت شركة أوراكل السعودية (Oracle) مركز بيانات أوراكل السحابي، وهو المركز الأول من نوعه للحوسبة السحابية في الشرق الأوسط وشمال أفريقيا، وواحد من 20 مركزا لأوراكل حول العالم، وقد تم اختيار المملكة لتكون الموقع الأول في منطقة الشرق الأوسط وأفريقيا، وذلك نظرا للأهمية الاستراتيجية لسوق التقنية السعودية، ويأتي إطلاق المركز الذي يهدف إلى:
- توفير العديد من الوظائف لأبناء وبنات الوطن والتي قد تتجاوز 12.000 وظيفة.
- دعم الجهود الحكومية والتي تبذلها وزارة الاتصالات وتقنية المعلومات والجهات ذات الصلة في تعزيز ثقافة الابتكار التقني.
- دفع عجلة التحول الرقمي، عبر تقديم منصات التقنيات الناشئة مثل الذكاء الاصطناعي وإنترنت الأشياء والبلوك تشين لتمكين رواد الأعمال والمبتكرين من ترجمة أفكارهم ومشاريعهم.

### قوقل
في شراكة نوعية بين شركة أرامكو السعودية وشركة «Google» لتقديم الخدمات السحابية (Google Cloud)، أطلق أكبر مركز سحابي متقدم لـ (Google) لعملاء المؤسسات في المملكة، ويؤكد هذا الاستثمار قيادة المملكة وريادتها رقميا.

#### اتفاقية التحالف الاستراتيجي
تضمنت اتفاقية التحالف الاستراتيجي التي وقعتها أرامكو السعودية مع (Google Cloud) إضافة المملكة لشبكة مناطق منصات (Google) السحابية العالمية، بدعم من وزارة الاتصالات وتقنية المعلومات التي ستقوم بدورها بإنشاء وتشغيل منطقة خدمات سحابية جديدة في المملكة. وعلى ضوء ذلك ستمكن الشركات والمنظمات في جميع أنحاء المملكة من تعظيم وجودها السوقي وتوفير منتجات وخدمات رقمية بصورة أسرع وأكثر موثوقية. وسيتم إنشاء شركة جديدة لتوفير الحلول والخدمات السحابية للعملاء، مع التركيز على قطاع الأعمال داخل المملكة.
وتعود بداية التحالف الاستراتيجي إلى عام 2018 عندما قام ولي العهد بزيارة الولايات المتحدة الأمريكية، وفي زيارة خاصة لوادي السليكون تم توقيع مذكرة تفاهم بين شركة قوقل وشركة أرامكو للتطوير للتعاون وبحث أوجه الاستثمار بين الشركتين في السوق السعودي ومن هنا كانت البداية.
وحسب مدونة شركة قوقل فأن مركز البيانات الجديد، سيحفز الشركات المقدمة للخدمات التقنية في السوق السعودي لتقديم خدمات أفضل ينعكس اثره بشكل إيجابي على كبريات الشركات في المنطقة مثل شركة نون وسناب تشات بشكل رئيسي.

### علي بابا
استثمرت مجموعة علي بابا عملاق التكنولوجيا في الصين في شراكة إستراتيجية بينها وبين شركة الاتصالات السعودية (STC)، بدعم من صندوق (eWTP Arabia Capital) الاستثماري، أحد أكبر صناديق رأس المال الاستثمارية في المنطقة، وتضمنت عملية الاستثمار، إطلاق مركز علي بابا كلاود لخدمة الحوسبة السحابية في الرياض. تعتبر شركة علي بابا السحابية إحدى أفضل مزودي الخدمة السحابية في العالم، وتشمل الخدمات السحابية العامة التي تقدمها في إطار الشراكة الحالية في المملكة أحدث التطورات في المنصة السحابية العامة المستخدمة في دعم أعمال مجموعة علي بابا، مع الارتقاء برقمنة المؤسسات المحلية والشركات الصغيرة بالمملكة إلى مستويات أعلى.
الشراكة ستسفر عن ضخ استثمارات تقدر بمليار دولار، لتقديم الخدمات السحابية العامة، عالية الأداء في المملكة. وأن تكون العاصمة الرياض مركزا إقليميا للإدارة والتدريب للمجموعة الصينية في المنطقة، وتقديم مجموعة متكاملة من المنتجات والخدمات السحابية للشركات، وإنشاء أكبر خدمة سحابية عامة عالية الأداء موجهة لمنطقة الشرق الأوسط وشمال أفريقيا، والمساهمة في تدريب وتطوير المواهب المحلية لتحقيق الاستدامة الرقمية ورفع معدلات توطين التقنية.
أعلن في الخامس من يونيو 2022 عن الشركة السعودية للحوسبة السحابية (بالإنجليزية: Saudi Cloud Computing Company)‏ (SCCC)، ووُكلت مهمة تشغيل البنية التحتية لأُولى مراكز البيانات في السعودية إلى شركة علي بابا كلاود، تحت اشراف سعودي كامل وتم ذلك بالتعاون خماسي لسحابة علي بابا مع كل من مجموعة الإتصالات السعودية STC و eWTP Arabia Capital وشركة تقنية المعلومات السعودية Site والشركة السعودية للذكاء الاصطناعي -سكاي- SCAI.

### ديم
منصة ديم هي منصة حوسبة سحابية حكومية سعودية، أطلقتها الهيئة السعودية للبيانات والذكاء الاصطناعي ممثلة بمركز المعلومات الوطني في مارس 2020، وتعد السحابة الأكبر من نوعها في منطقة الشرق الأوسط.

### يونيفونيك
يونيفونيك منصة سعودية تأسست عام 2006، وهي عبارة عن منصة اتصالات سحابية تقدم خدمات رسائل نصية وصوتية مختلفة من خلال واجهات برمجة التطبيقات الخاصة بها.

## مقدموا خدمات الحوسبة السحابية
| #  | شعار | مقدم الخدمة                                              | فئة التسجيل |
| -- | ---- | -------------------------------------------------------- | ----------- |
| 1  |      | شركة الاتصالات السعودية (stc)                            | فـئـة (ج)   |
| 2  |      | الشركة السعودية لتقنية المعلومات – سايت                  | فـئـة (ج)   |
| 3  |      | شركه اتحاد اتصالات (موبايلي)                             | فـئـة (ج)   |
| 4  |      | شركة الاتصالات المتنقلة السعودية (زين)                   | فـئـة (ج)   |
| 5  |      | شركة اس ايه بي السعودية لتجارة البرمجيات المحدودة (SAP)  | فـئـة (ج)   |
| 6  |      | شركة ادارات للاتصالات وتقنية المعلومات                   | فـئـة (ج)   |
| 7  |      | شركة ديتكون السعودية ديتاساد المحدودة                    | فـئـة (ج)   |
| 8  |      | شركه اوراكل سيستمز ليمتد (Oracle)                        | فـئـة (ج)   |
| 9  |      | سحابة ديم                                                | فـئـة (ج)   |
| 10 |      | شركة الكم للاتصالات وتقنية المعلومات (V2)                | فـئـة (ج)   |
| 11 |      | شركة القرار الآمن لتقنية المعلومات                       | فـئـة (ج)   |
| 12 |      | تمكين للتقنيات                                           | فـئـة (ج)   |
| 13 |      | نور انترنت فرع شركة نور للاتصالات                        | فـئـة (ب)   |
| 14 |      | شركه الاتصالات المتكامله المحدوده (سلام)                 | فئة (ب)     |
| 15 |      | الشركة العربية لخدمات الانترنت والاتصالات                | فئة (ب)     |
| 16 |      | شركة شبكة صحارى (Sahara Net)                             | فئة (أ)     |
| 17 |      | شركة الوفائي الدوليه للاتصالات وتقنية المعلومات          | فئة (أ)     |
| 18 |      | شركة اتحاد عذيب للاتصالات                                | فئة (أ)     |
| 19 |      | ريادة الشبكة للاتصالات وتقنية المعلومات                  | فئة (أ)     |
| 20 |      | شركة كلاود فور سي السعودية للاتصالات وتقنية المعلومات    | فئة (أ)     |
| 21 |      | الشركة السعودية للحاسبات الإلكترونية                     | فئة (أ)     |
| 22 |      | شركة طبقات السحابة لتقنية المعلومات (ناشر نت)            | فئة تأهيلية |
| 23 |      | شركة الفضاء القمرية للاتصالات المحدودة                   | فئة تأهيلية |
| 24 |      | شركة أميز نيت لتقنية المعلومات                           | فئة تأهيلية |
| 25 |      | حلول السحابة للاتصالات وتقنية المعلومات                  | فئة تأهيلية |
| 26 |      | فرع شركه سبيشياليزد تكنكال سيرفيسز اس تي اس هولدنج ليمتد | فئة تأهيلية |
| 27 |      | البعد السعودي اللامحدود لتقنية المعلومات                 | فئة تأهيلية |
| 28 |      | شركة سحابة درر الذكية لتقنية المعلومات                   | فئة تأهيلية |
| 29 |      | شركة الحوسبة السحابية العامة لتقنية المعلومات            | فئة تأهيلية |
| 30 |      | نسيج للاتصالات وتقنية المعلومات                          | فئة تأهيلية |

## مستخدموا الحوسبة السحابية في السعودية
بعض الأمثلة على المنظمات السعودية التي تستخدم الحوسبة السحابية، في أنظمة التشغيل الخاصة بها، وجميعها شهدت مشاريع تحويلية رئيسية تحقيق النمو وتحسين الكفاءة.وتشمل: شركة الاتصالات السعودية، ونادك، وأكوا باور، والنهدي الطبية، وشركة زهران القابضة. ووالتي اختارت جميعها حلول أوراكل السحابة.

## روابط خارجية
- جمعية الحوسبة السحابية السعودية
- مجتمع تحالف أمن الحوسبة السحابية السعودي
- تحالف أمن الحوسبة السحابية
- سجل معلوماتي للحوسبة السحابية ومصادرٍ عن الغرفة الأكاديمية.
- أساسيات الحوسبة السحابية
- الإطار التنظيمي للحوسبة السحابية في السعودية.